# Die geretteten Götter aus dem Palast von Tell Halaf

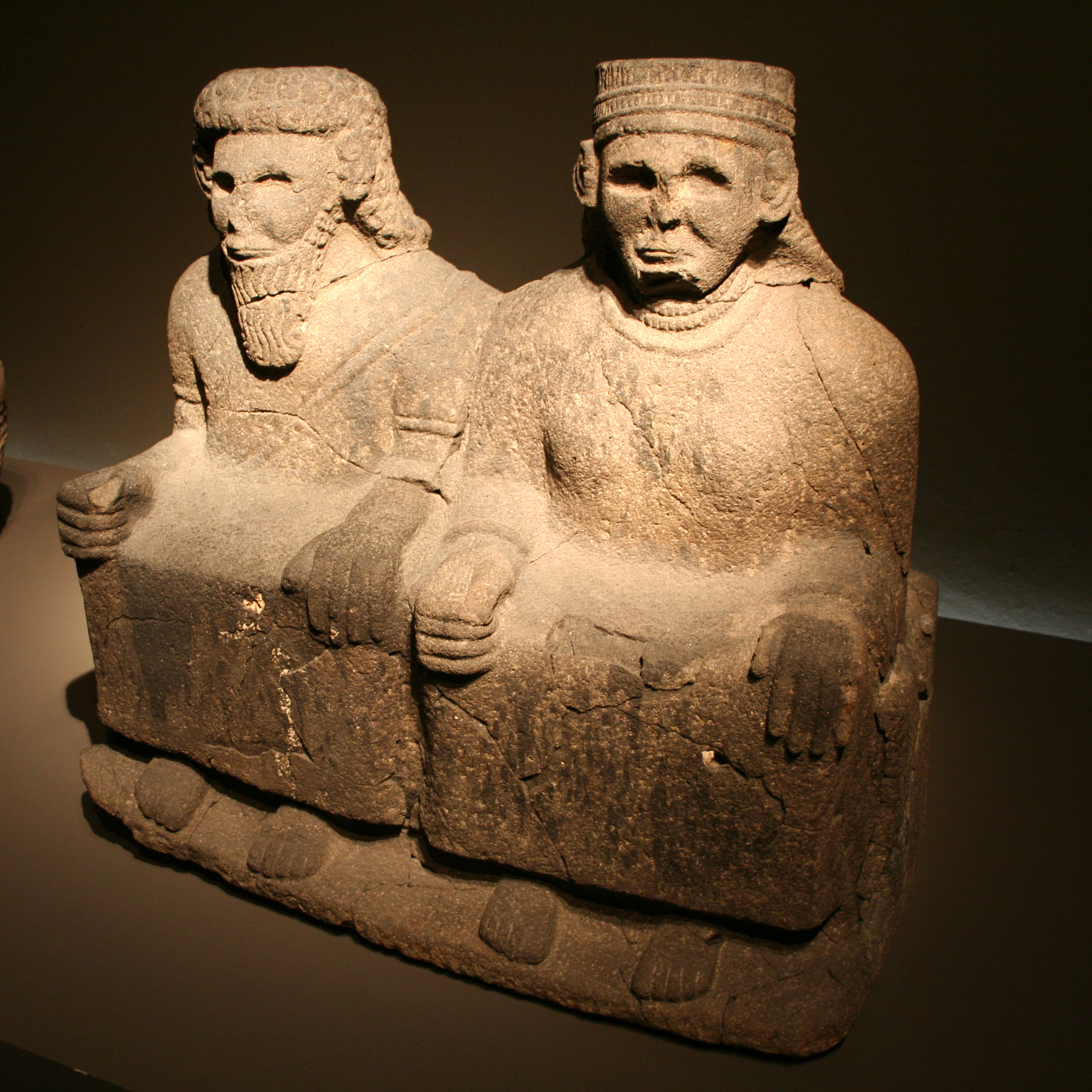
Sitzendes Paar, frühes 9. Jh. v. Chr., Basalt

Die geretteten Götter aus dem Palast von Tell Halaf war eine Sonderausstellung des Vorderasiatischen Museums Berlin im Pergamonmuseum. Die Ausstellung antiker Kunstwerke vom Tell Halaf fand zwischen dem 28. Januar und 14. August 2011 statt und erreichte etwa 780.000 Besucher.
Von 1911 bis 1913 sowie noch einmal 1929 wurden unter der Leitung von Max von Oppenheim Ausgrabungen des Tell Halaf in Syrien durchgeführt. Dabei wurden einzigartige Funde aus der frühen Eisenzeit (10./9. Jahrhundert v. Chr.) gemacht, unter denen repräsentative Palastbauten auf der Zitadelle, ein Tempel und mehrere Grabanlagen herausragten. Das Baudekor des so genannten West-Palastes ist einzigartig in seiner Monumentalität und zeigt in der Rekonstruktion am Haupteingang die drei höchsten Götter des syro-hethitischen Pantheons auf gewaltigen Tierbasen, die den Türsturz trugen. Riesige Sphingen und Greifen bewachten die Durchgänge, fast 200 große und kleine Reliefplatten säumten die Außenmauern.

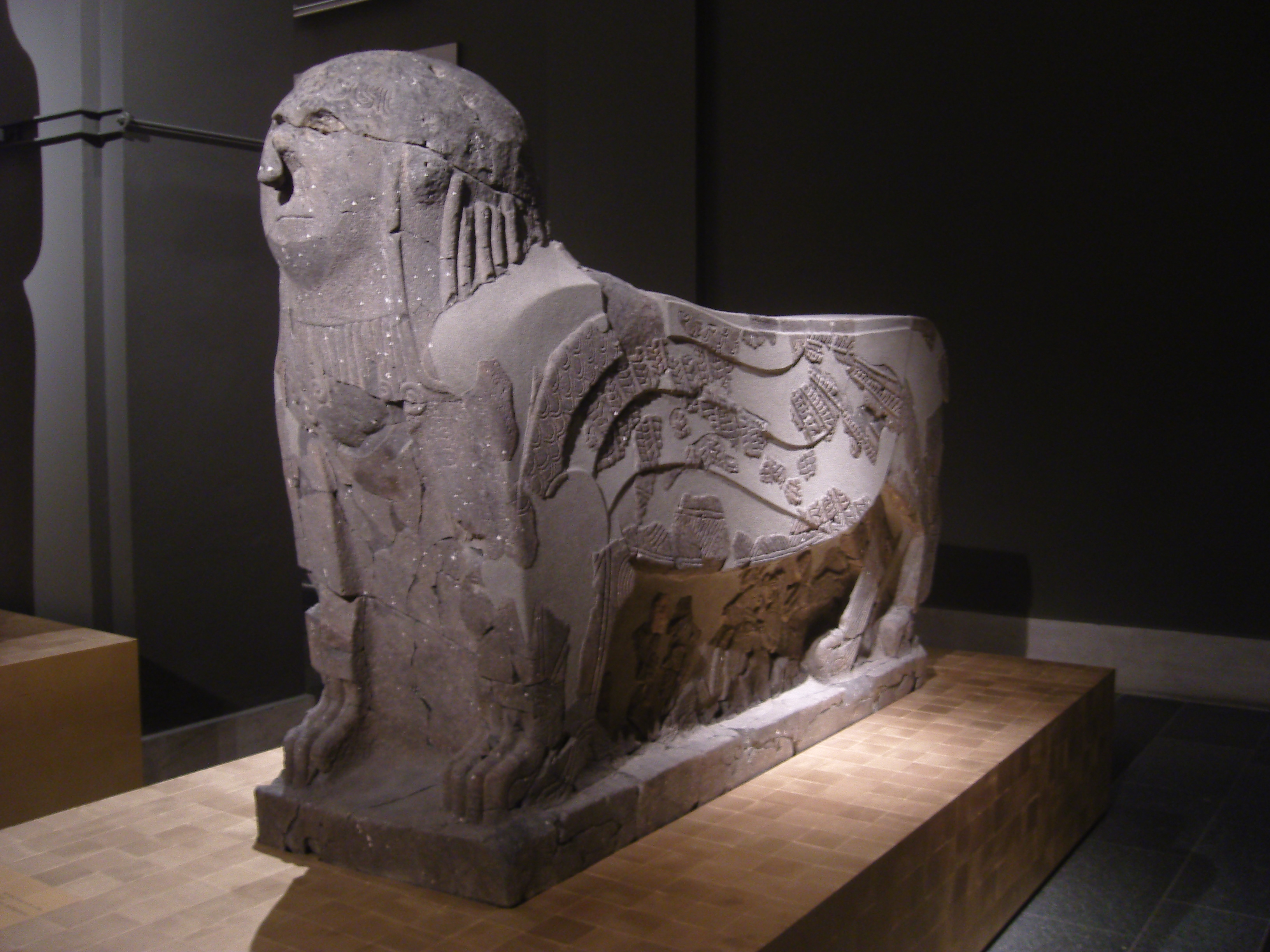
Sphinx

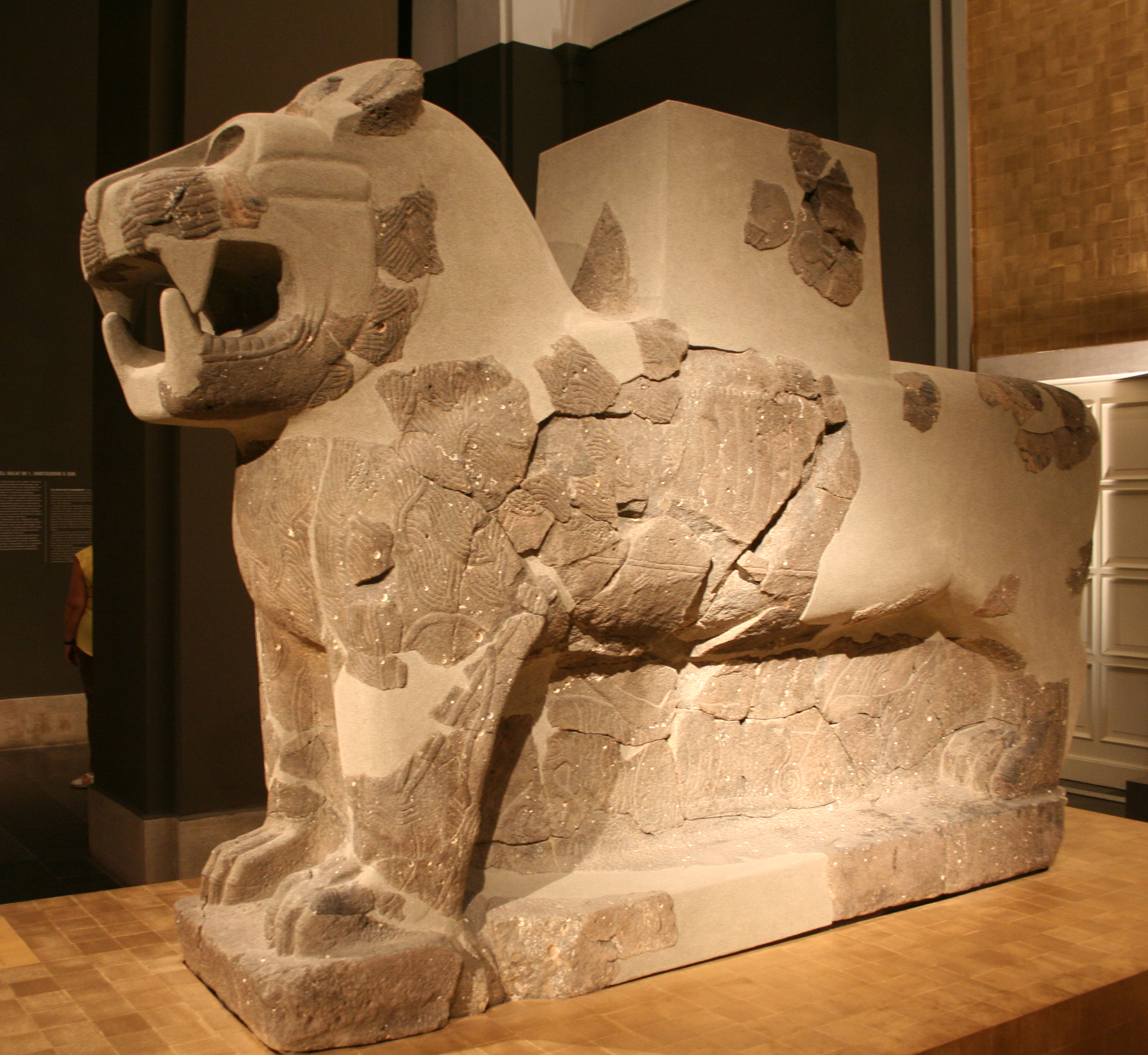
Löwe mit sichtbaren Restaurierungsspuren

Oppenheim gründete mit den 1927 nach Deutschland gebrachten Funden 1930 das private, in einer umgebauten Maschinenhalle untergebrachte, Tell-Halaf-Museum in Berlin, das jedoch 1943 bei Bombenangriffen im Rahmen des Zweiten Weltkrieges getroffen und wie auch die von Oppenheim gegründete Fachbibliothek stark in Mitleidenschaft gezogen wurde. Das Museum brannte bis auf die Außenmauern nieder, die Funde wurden durch die Löscharbeiten, als das kalte Wasser auf die heißen Steine traf und diese zum Zerspringen brachte, sowie die folgende Winterkälte nahezu vollständig zerstört. Exponate aus Kalkstein, Holz oder Gips verbrannten vollständig. Die Überreste der Ausstellungsstücke wurden auf Initiative Oppenheims und mit Unterstützung des damaligen Direktors des Vorderasiatischen Museums, Walter Andrae, in die Kellergewölbe des Pergamonmuseums gebracht und nach Oppenheims Tod 1946 dort mehr oder weniger vergessen. Eine Zusammensetzung der vielen tausend Fragmente erschien als schwer durchführbar, falls überhaupt möglich. Erst nach der Wiedervereinigung, in deren Zuge die Sammlungen der Museumsinsel neu strukturiert, zusammengeführt und vielfach auch neu inventarisiert wurden, kamen die Kisten mit den Resten der Tell-Halaf-Funde wieder ins Bewusstsein der Forscher.

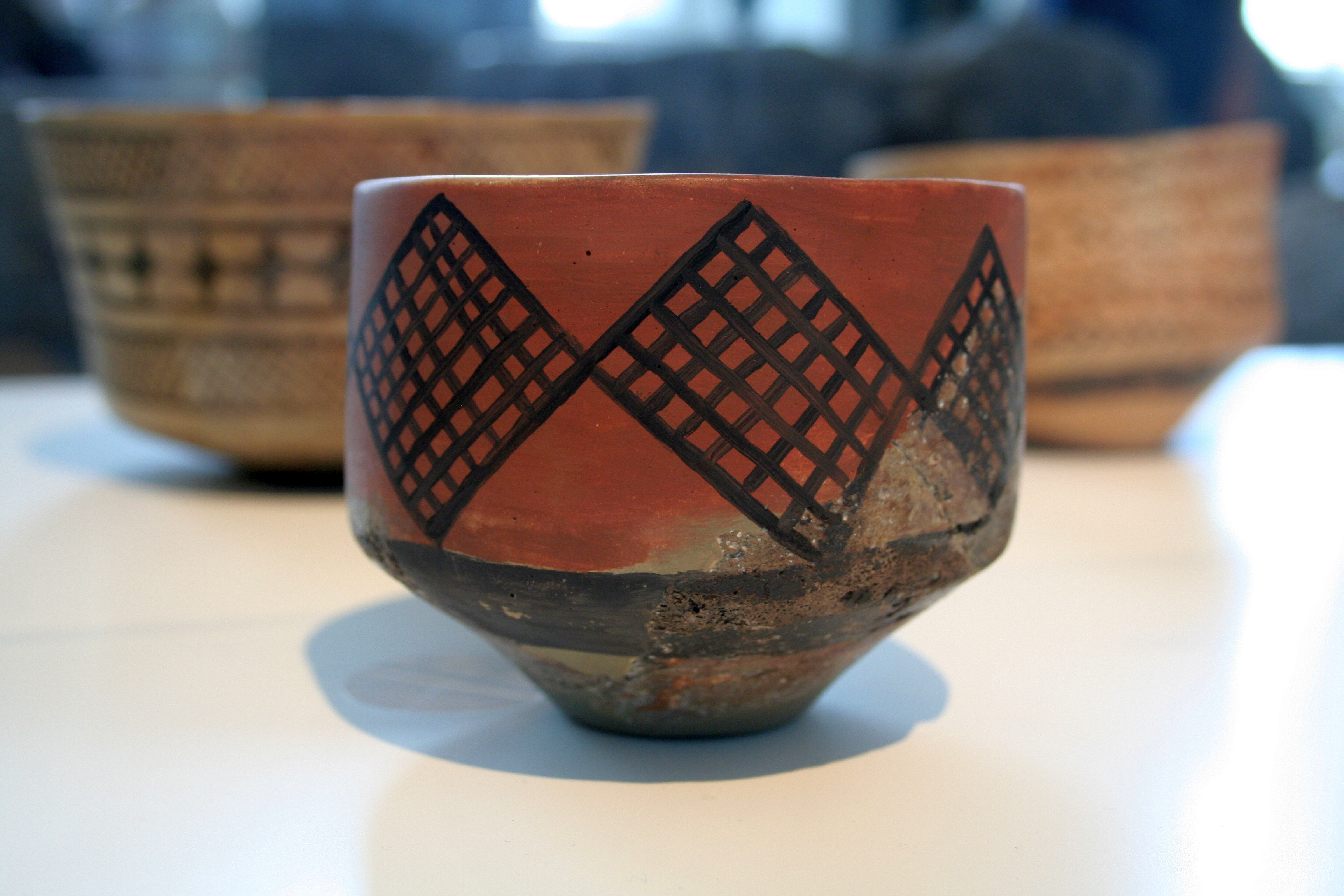
Keramik aus Tell Halaf

Im Oktober 2001 begann das Tell-Halaf-Projekt des Vorderasiatischen Museums mit seiner Arbeit. Mehr als 27.000 Fragmente, die auf Gitterboxen und auf Paletten verpackt waren, mussten unter der Leitung von Nadja Cholidis und Lutz Martin in akribischer Feinarbeit sortiert, identifiziert und restauriert werden. Es dauerte mehr als neun Jahre, bis 30 Bildwerke und eine Kollektion von Architektur- und Werksteinen aus den Fragmenten gewonnen werden konnten. Nachdem die Antikensammlung Berlin aus dem Nordflügel des Pergamonmuseums in das Alte Museum umgezogen war, war dort Raum für Sonderausstellungen frei geworden. Auf 1.400 Quadratmetern Ausstellungsfläche wurden 500 Exponate gezeigt. Neben den Kunstwerken war Leben und Werk Oppenheims Zentrum der Ausstellung. Nach Ende der erfolgreichen Ausstellung sollte ein Teil der Exponate in anderen Museen präsentiert werden, Anfragen gab es beispielsweise vom Louvre in Paris, dem British Museum in London und dem Metropolitan Museum of Art in New York City. Von April bis August 2014 zeigte die Bundeskunsthalle Bonn die Skulpturen in Verbindung mit einer Ausstellung zu von Oppenheim. Sie wurde von Ulrike Dubiel kuratiert und durch einige größere Exponate sowie durch Leihgaben aus dem Louvre und dem British Museum ergänzt, die in Berlin nicht gezeigt werden konnten. Mitte der 2010er Jahre wurde mit einer Grundsanierung des Pergamonmuseums begonnen, die Mitte der 2020er Jahre abgeschlossen werden und in deren Rahmen auch der Masterplan Museumsinsel umgesetzt werden soll. Die Rekonstruktion der Palastfassade von Tell Halaf mit den monumentalen Skulpturen soll zum Eingang in das Vorderasiatische Museum werden. Die Artefakte gehören heute der Max Freiherr von Oppenheim-Stiftung und sollen dem Vorderasiatischen Museum als Dauerleihgabe überlassen werden.
Restaurierungsarbeiten und die Ausstellung wurden von der Sal. Oppenheim-Stiftung, der Alfred Freiherr von Oppenheim-Stiftung sowie der Deutschen Forschungsgemeinschaft unterstützt. Der zugehörige Katalog erschien im Verlag Schnell und Steiner.